# Enchenopa permutata
Enchenopa permutata är en insektsart som beskrevs av Van Duzee. Enchenopa permutata ingår i släktet Enchenopa och familjen hornstritar. Inga underarter finns listade i Catalogue of Life.